# Мацки (Юзуфовский сельсовет)
Мацки (бел. Мацкі́) — деревня в Минском районе Минской области Беларуси. В составе Юзуфовского сельсовета.

## География
Расположена на дороге Н-8976, недалеко от шоссе Р-58.
Ближайшие населённые пункты Абрицкая Слобода, Лесины, Мерковичи (Логойский район) и др.

## История
В 1885 году Мацки, село бывшее владельческое, дворов 27, жителей 250, церковь православная.
С 1908 года в Белоручской волости Минского уезда Минской губернии.
26 июня 1941 года экипаж самолёта под командованием капитана Николая Гастелло разбился между деревнями Мацки и Шепели.

## Население

### Численность
- 2009 год — 17 человек

### Динамика
- 1908 год — 325 жителей, 50 дворов[2]
- 1999 год — 28 человек (перепись населения)
- 2009 год — 17 человек (перепись населения)[2]

## Улицы
- Дорожная
- Лесная
- Луговая
- Молодёжная
- Полевая
- Придорожная
- Солнечная
- Центральная
- Ясная и др.

## Достопримечательность
- Руины церкви Св. Яна, построенной в XVIII в.
- Часовня во имя Святой Живоначальной Троицы